# 张华军
张华军（1944年1月—），籍貫台湾台北，汉族，中华人民共和国政治人物，台湾民主自治同盟中央常委、原秘书长、两岸台胞民间交流促进会副会长，第九届、第十届、第十一届全国政协委员。
2008年，当选第十一届全国政协委员，代表台湾民主自治同盟，分入第十三组。